# Konrad Heerklotz
Freimuth Karl Konrad Heerklotz (* 12. Juli 1869 in Bautzen; † 19. Januar 1945) war ein deutscher Ministerialbeamter und Kreishauptmann der Kreishauptmannschaft Dresden-Bautzen.

## Leben
Konrad Heerklotz war der Sohn eines Bautzener Bürgermeisters. Nach dem Studium der Rechtswissenschaften und dem juristischen Vorbereitungsdienst trat er 1897 als Assessor beim Amtsgericht Kamenz in den sächsischen Justizdienst ein. Bereits im Jahre darauf wechselte er in den Verwaltungsdienst über und war zunächst als Polizei-Assessor bei der Polizeidirektion Dresden tätig und anschließend als Hilfsarbeiter beim Dresdner Journal. Ab 1901 war er bei der Amtshauptmannschaft Meißen und später bei der Amtshauptmannschaft Leipzig beschäftigt, dort ab 1906 als Stellvertreter des Amtshauptmanns. Im Jahr 1908 trat er seinen Dienst bei der Kreishauptmannschaft Zwickau an, wurde dort 1913 Oberregierungsrat und wechselte 1918 in gleicher Eigenschaft zur Kreishauptmannschaft Dresden.
Im Jahr 1922 trat Heerklotz als Hilfsarbeiter ins sächsische Innenministerium ein und wurde dort im Folgejahr Ministerialrat. Zuletzt war er für die Kommunalaufsicht zuständig. Von 1933 bis 1934 war Heerklotz als Nachfolger des nur kommissarisch amtierenden Wolfgang Schettler Kreishauptmann der Kreishauptmannschaft Dresden-Bautzen. Anschließend trat er in den Ruhestand.